# Область Кассини
Область Кассини (лат. Cassini Regio) — тёмная область Япета (спутника Сатурна), занимающая около 40 % его поверхности.
Самая заметная уникальная особенность Япета — резкое различие альбедо двух его сторон. Одна сторона снежно-белая (она отражает больше 50 % света), а другая очень тёмная (альбедо 3—5 %). Тёмная область в первом приближении совпадает с ведущим полушарием, а яркая — с ведомым (Япет, как и многие другие спутники, всегда повёрнут к планете одной стороной, и в сторону движения по орбите всегда смотрит одно и то же полушарие).

## Открытие и изучение
Большое различие яркости полушарий Япета обнаружил ещё его первооткрыватель — Джованни Доменико Кассини, хотя даже лучшие инструменты его времён не давали возможности увидеть на этом спутнике какие-либо детали. С момента открытия Япета в 1671 году до 1705 года Кассини видел его только тогда, когда он находится к западу от Сатурна. В 1705 году, используя более сильный телескоп, Кассини всё же увидел этот спутник во время нахождения к востоку от планеты. Оказалось, что при этом он слабее на 2 звёздные величины. Из этого Кассини сделал два вывода, которые позже подтвердились, — во-первых, одно полушарие Япета намного темнее другого, а во-вторых, оно всегда смотрит в направлении движения спутника по орбите (то есть Япет всегда повёрнут к Сатурну одной и той же стороной).
Первые фотографии Япета, на которых видны детали его поверхности, получил космический аппарат «Вояджер-1» в 1980 году. Намного лучшие снимки дал аппарат «Кассини-Гюйгенс», который изучает систему Сатурна с 2004 года.

## Наименование
Тёмная область Япета названа областью Кассини (лат. Cassini Regio) в честь итальянского и французского астронома Джованни Доменико Кассини, открывшего этот спутник. Это название было утверждено Международным астрономическим союзом в 1982 году (в числе первых 20 названий объектов Япета). Яркую область спутника поделили на две части по экватору: северная часть получила название «Ронсевальская земля» (лат. Roncevaux Terra), а южная — «земля Сарагоса» (лат. Saragossa Terra). Названия этих земель (как и всех остальных объектов на Япете, кроме области Кассини) взяты из средневековой французской поэмы «Песнь о Роланде», потому что Кассини открыл этот спутник во время работы во Франции.
Кратеры области Кассини (а также расположенные в пограничной зоне, но имеющие тёмные днища) названы именами отрицательных персонажей «Песни о Роланде» — мавров. Кратеры яркой части Япета получили имена положительных персонажей — франков и их союзников.

## Границы и рельеф

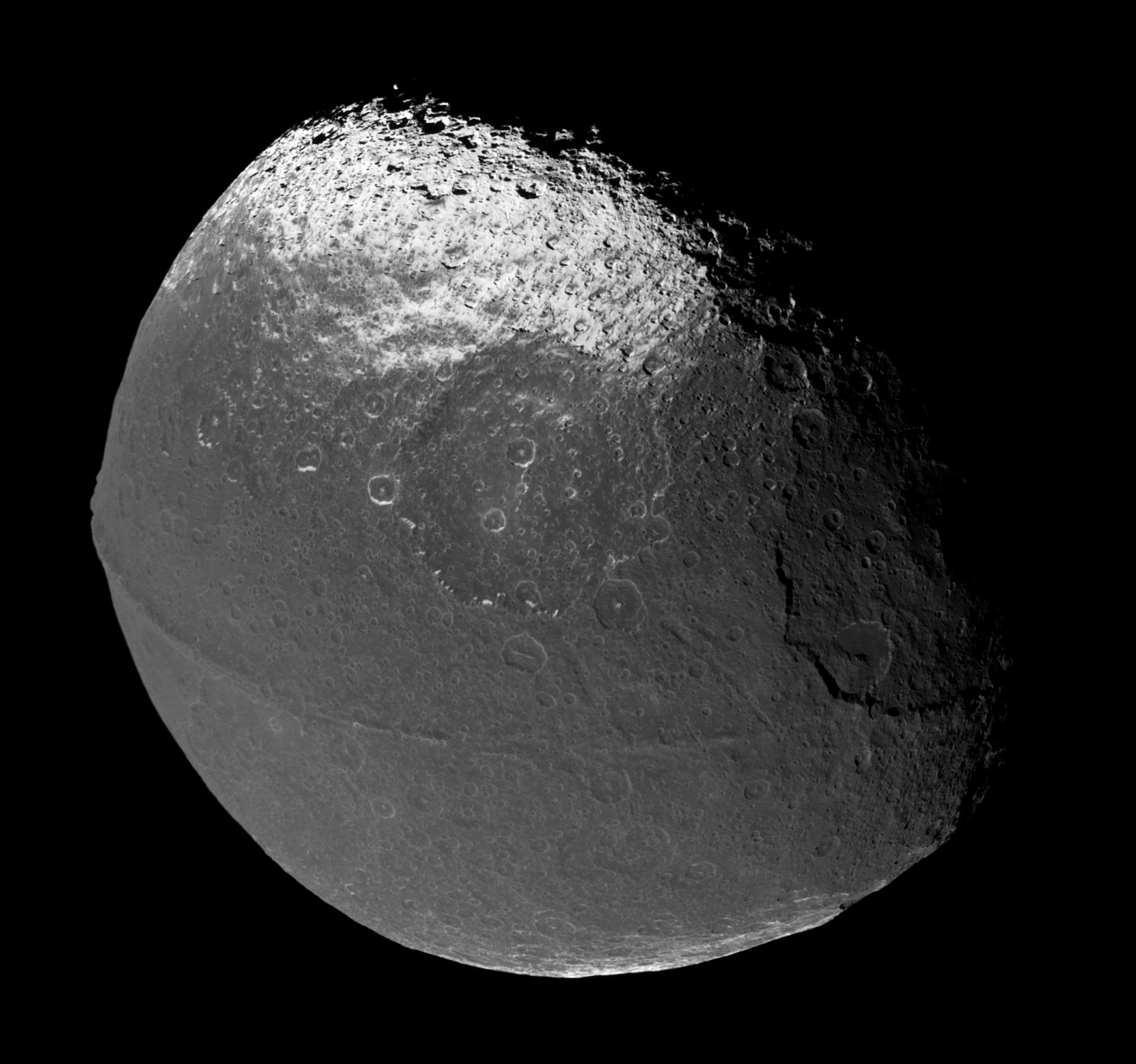
Тёмная сторона Япета — область Кассини. Большой кратер около центра — Фальзарон, справа видно половину кратера Торжис.
Снимок аппарата «Кассини» (31 декабря 2004 года)

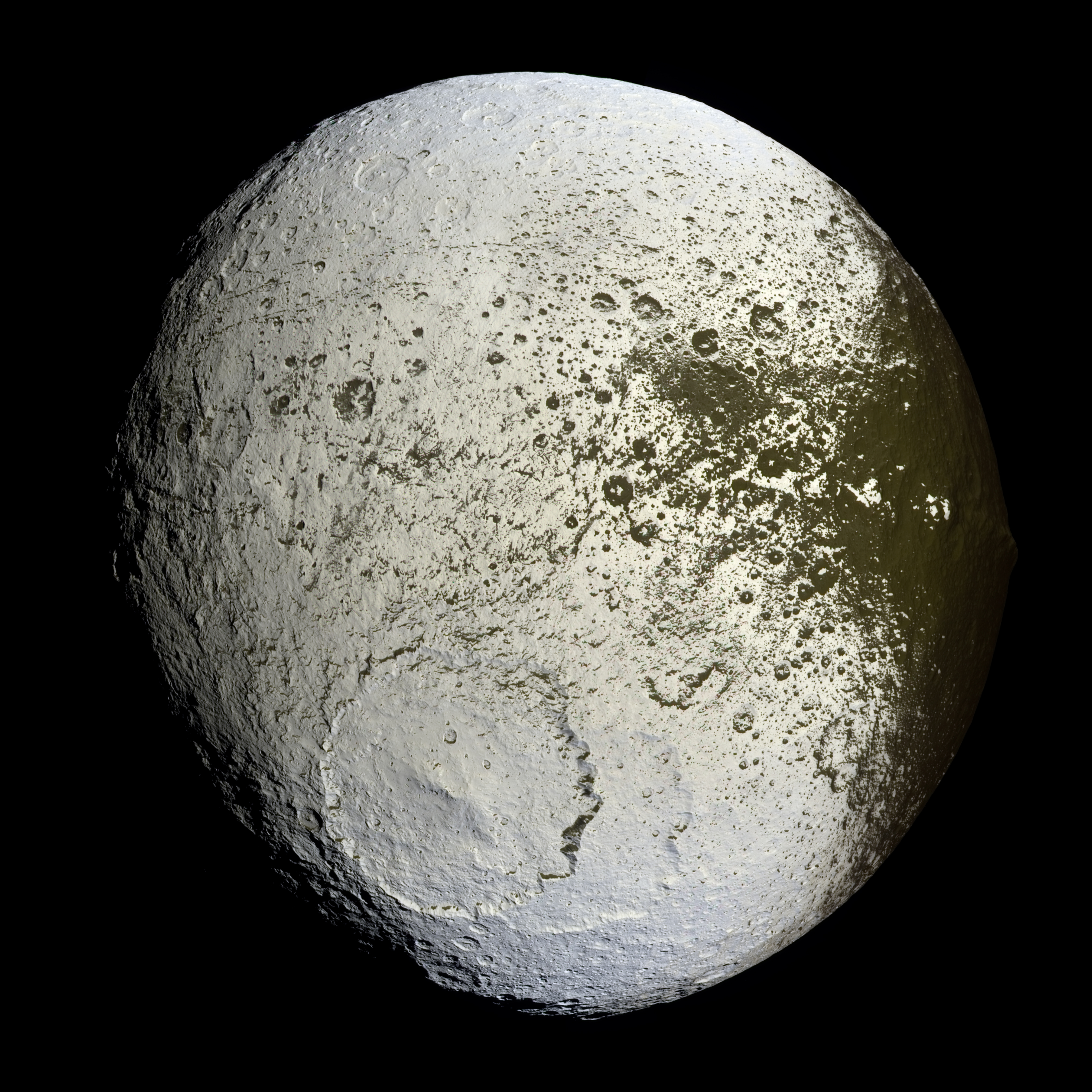
Япет. Справа видно часть области Кассини, а в ней — два ярких участка экваториального горного хребта: гора Кордова (левее) и гора Соранса с горой Альтилья (правее). Эта часть хребта известна как горы Каркасона.
Снимок КА «Кассини» (8 октября 2007)

Тёмная область Япета — область Кассини — примерно совпадает с ведущим (передним) полушарием, а яркая — с ведомым (задним). Центры этих областей совпадают с центрами соответствующих полушарий очень точно, но граница между ними проходит не точно по меридиану: она изогнута наподобие линии на теннисном мяче. Тёмная область заходит на ведомое полушарие в районе экватора, а яркая на ведущее — в районе полюсов.
Область Кассини, как и вся остальная поверхность Япета, усеяна кратерами. В её пределах частично лежит и самый большой известный кратер спутника — 770-километровый кратер Абим. Следующие по размеру кратеры этой области — 580-километровый Торжис, 420-километровый Фальзарон и 380-километровый Мальприми.
Вдоль экватора спутника тянется горный хребет, известный как стена Япета (в яркой области он представлен только отдельными вершинами). Часть этого хребта, лежащая в области Кассини, тоже довольно прерывиста. Три её участка получили собственные имена (в честь городов и крепостей, упомянутых в «Песни о Роланде»): горы Каркасона (740 км в длину), горы Толедо (1100 км) и горы Тортелоза (290 км). Названия даны и некоторым отдельным вершинам этих участков хребта: в горах Каркасона есть гора Кордова, гора Соранса и гора Альтилья; в горах Толедо — Гальна и Вальтерна. Кроме того, западнее гор Тортелоза (которые не имеют наименованных вершин) есть отдельно стоящая гора Севилья.
Вершины этого хребта, лежащие около края области Кассини (гора Севилья и все горы Каркасона) снежно-белые и хорошо видны на снимках.

## Окраска
На снимках с высоким разрешением видно, что граница светлой и тёмной части Япета очень резкая, но сильно разорванная. Отдельные светлые участки есть и внутри тёмной области, а отдельные тёмные — и внутри светлой. Такими отдельными тёмными участками около экватора являются углубления, а на высоких широтах — обращённые к экватору склоны. Аналогично, в тёмной области возвышенности и обращённые к полюсам склоны могут быть яркими.
По всей видимости, цвет яркой части Япета (спутника, состоящего в основном из водяного льда) близок к его изначальному цвету. Тёмный цвет области Кассини, по современным представлениям, вторичен: его создаёт пылевой покров толщиной порядка десятков сантиметров. Это видно по мелким ярким кратерам в этой области и по результатам радарных наблюдений, проведенных как с Земли, так и с борта аппарата «Кассини».
Различие альбедо полушарий Япета оставалось загадкой в течение трёх веков. Объяснение, которое ныне считается самым правдоподобным, было предложено (но не замечено) в 1974 году, а детально разработано в 2010-м. Согласно этой версии, первопричина различий альбедо — тёмная пыль, которая оседает главным образом на ведущем полушарии Япета (берётся эта пыль, скорее всего, с ретроградно движущихся удалённых спутников Сатурна, в частности, Фебы). Но одно только оседание пыли не может объяснить резкий переход от светлых участков к тёмным и изогнутость границы между светлой и тёмной областью. Объяснение этих фактов связано с тем, что запылённость поверхности приводит к миграции льда. Поскольку ведущее (переднее) полушарие сильнее затемнено пылью, оно сильнее нагревается солнечным светом. Как следствие, оттуда испаряется лёд, который впоследствии конденсируется на более холодных участках — ведомой стороне и околополярных областях. Получается положительная обратная связь: изначально тёмные участки темнеют, а изначально светлые — светлеют ещё больше (детальнее см. в статье «Япет»).
Кроме того, разные части Япета отличаются цветом. На ведущем полушарии и яркие, и тёмные участки заметно краснее, чем на ведомом.